# Jorge Oteiza

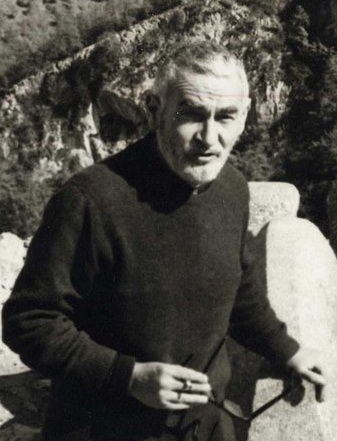
Jorge Oteiza, 1968

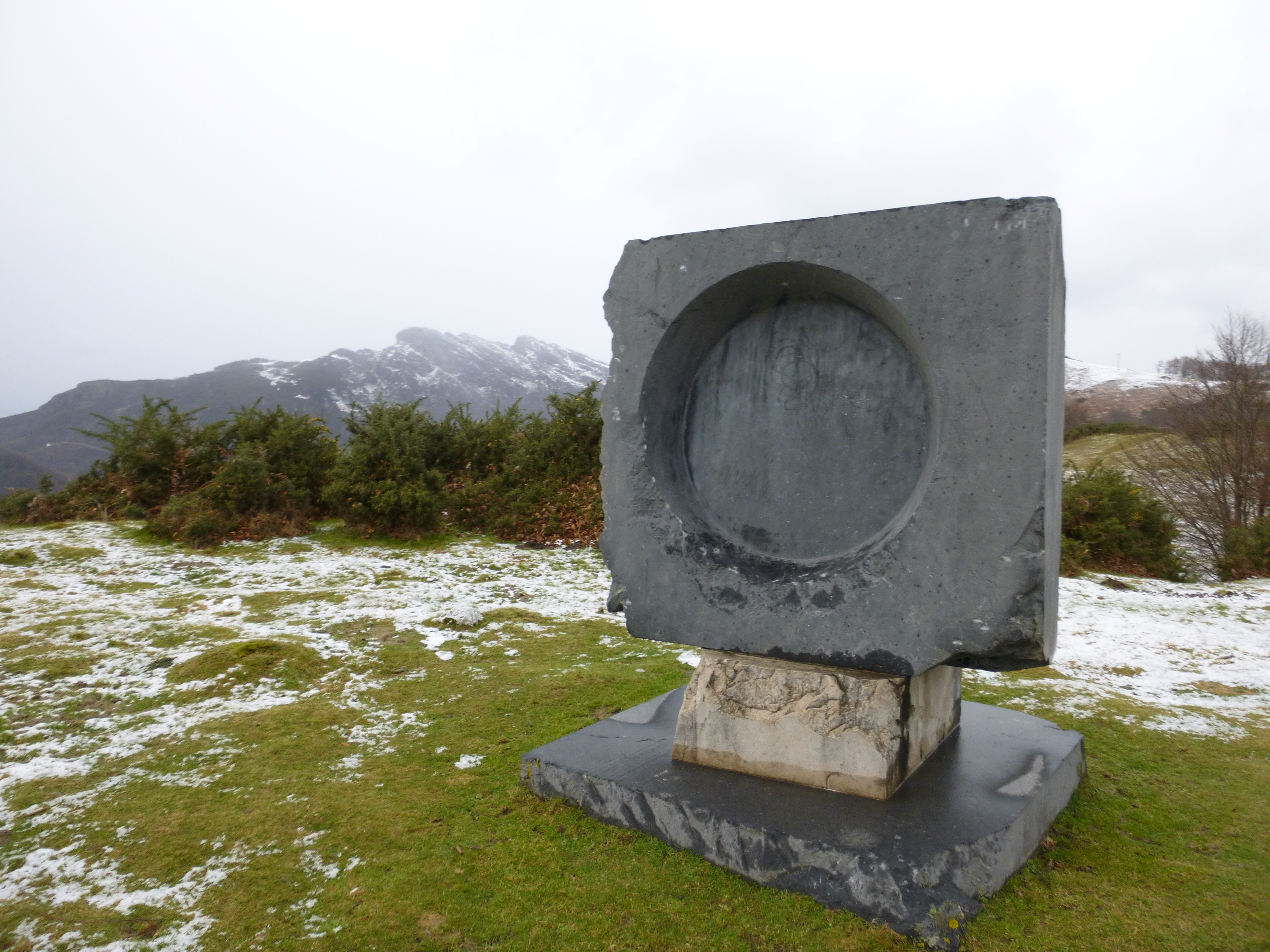
Monumento a Padre Donosti a Agina

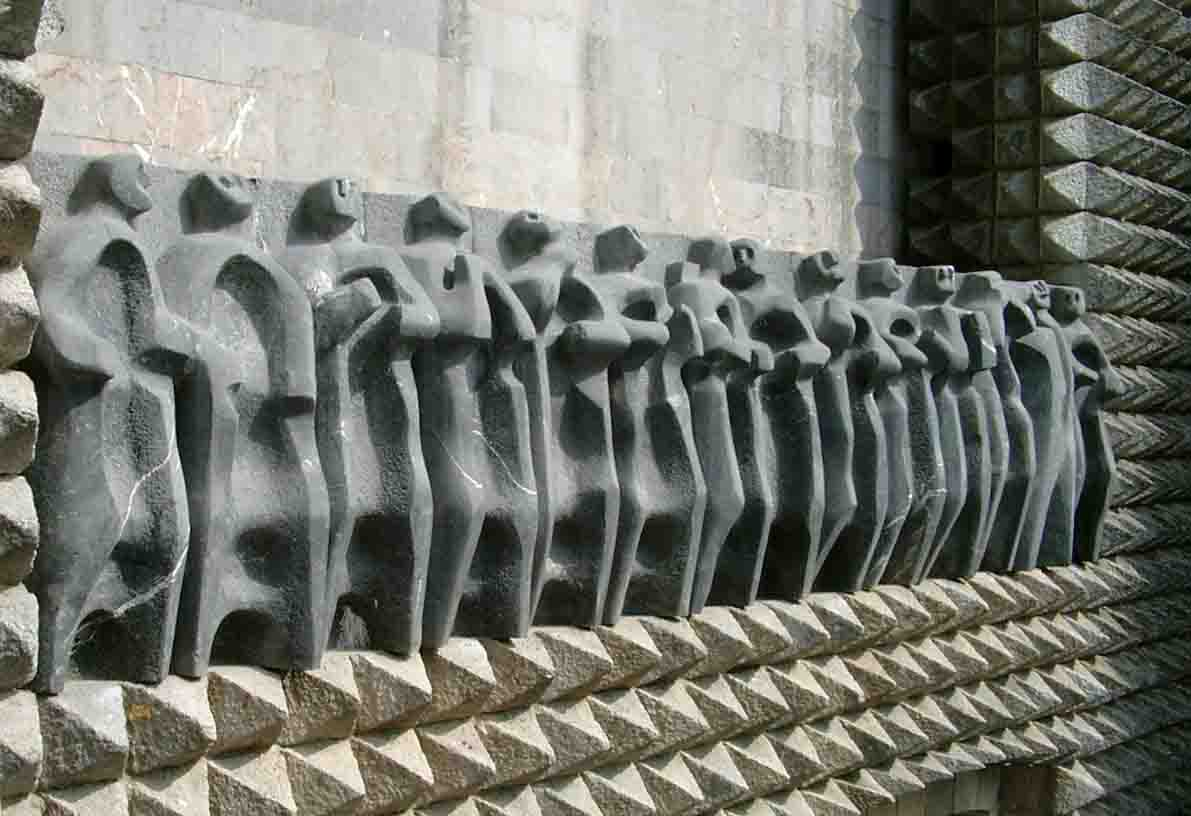
Apostoluak ("Gli apostoli"), sculture presso il Monastero di Arantzazu, 1950

Jorge Oteiza Enbil (Orio, 21 ottobre 1908 – San Sebastián, 9 aprile 2003) è stato uno scultore, saggista e poeta spagnolo di origini basche.

## Biografia
Fu uno dei protagonisti dell'astrattismo basco e iberico.
L'artista basco iniziò la sua attività artistica a 20 anni a San Sebastián.

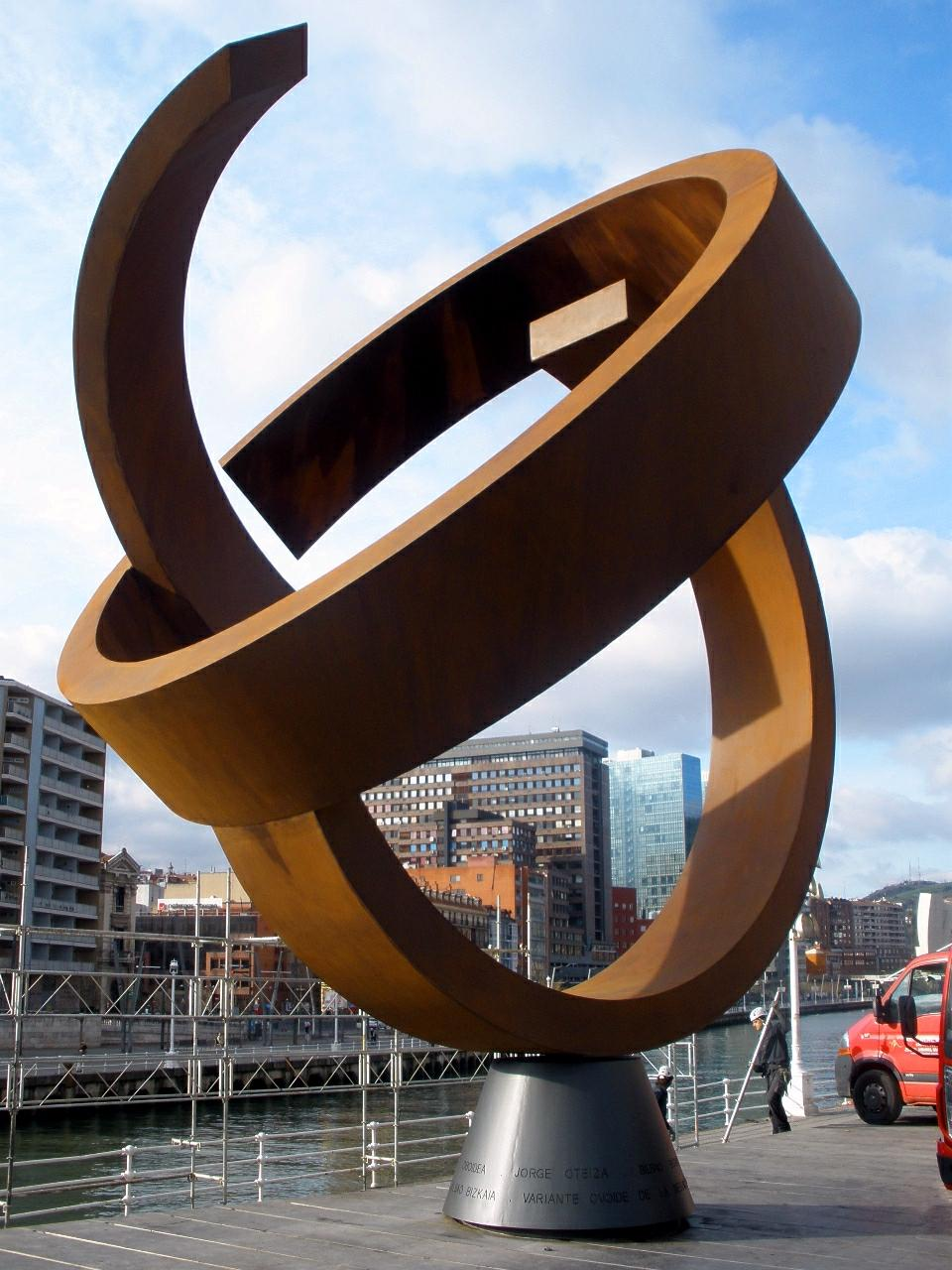
Variante Ovoide de la Desocupacion de la Esfera, Bilbao, Spagna.

Nel 1933 si trasferì in Sudamerica (sostando in Bolivia, Colombia, Argentina e Cile) dove soggiornò fino al 1949.
Nel 1938 si sposò con Itziar Carreño Exeandia.
Nel 1941 diventò docente alla Scuola Nazionale di Ceramica a Buenos Aires, dove ebbe anche modo di conoscere Lucio Fontana.
In ritorno in Spagna prese residenza a Bilbao. Nel 1950 ricevette l'imponente incarico di decorare la facciata della Basilica del Santuario di Arantzazu, edificio progettato dall'architetto basco Francisco Javier Sáenz de Oiza. Questa opera avrà una vicenda sofferta, essendo stata interdetta dal Vescovo di San Sebastián nel 1953 e ripresa e terminata solo nel 1969.
Nel 1952 pubblicò il suo libro "Interpretación estética de la estatuaria megalítica americana", frutto degli studi in sudamerica.
Nel 1952 progettò la sua casa ad Irun, unica architettura realizzata.
Nel 1957 una sua scultura fu accettata alla Biennale di Venezia, nella quale esporrà altre volte.
Nel 1965 prese parte alla prima collettiva organizzata dalla rivista “Nueva Forma” a Madrid, insieme a Eduardo Chillida (altro scultore basco con cui Oteiza ebbe un rapporto controverso), Millares, Palazuelo, e gli architetti Francisco Javier Sáenz de Oiza e Fernández Alba.
Nel 1969 Oteiza fondò la Escuela de Deba con la quale egli intendeva sperimentare e trasmettere le sue idee sull'arte.
Intorno al 1975  decise di concludere la sua attività di scultore e dedicasi a quella di teorico, di poeta e anche di didatta nel suo laboratorio.
Nel 1986 fu selezionato per l'esposizione "Qu'est-ce que la sculpture moderne? 1900-1970" tenuta al Centre Pompidou di Parigi.
Nel 1987 partecipò alla mostra "Five Centuries of Spanish Art: the century of Picasso" sempre a Parigi.
Nel 1988 realizzò la prima grande retrospettiva itinerante a Madrid, Bilbao e Barcellona.
Dal 1998 strinse un'amicizia con lo scrittore Álvaro Bermejo.
L'artista si spense a San Sebastián nel 2003 all'età di 94 anni.
Nella vita espose in molteplici occasioni e ricevette diversi premi, tra i quali si cita il riconoscimento della IX Triennale di Milano del 1951, la Medaglia d'oro del Ministero della Cultura Spagnolo 1985, il Premio Pevsner a Parigi nel 1996.
Le sue opere sono esposte in molti musei tra cui si cita il Guggenheim di New York e Bilbao, il Reina Sofía di Madrid, il Centre de Cultura Contemporània di Barcellona.
Il Museo Fondazione Oteiza a Alzuza, nella regione spagnola della Navarra, conserva la collezione personale di Oteiza, che egli lasciò alla fondazione che porta il suo nome. La collezione è composta da 1.650 sculture, 2.000 pezzi del suo laboratorio sperimentale e la sua ricca biblioteca.